# Krilo delta
Krilo delta je tip letalskega krila, ki ima obliko trikotnika. Ime je dobilo po podobnosti grški črki delta (Δ). Prvič so ga praktično uporabili v konfiguraciji »brezrepno krilo delta« - krilo brez repnega horizontalnega višinskega stabilizatorja.

## Različice kril delta
Krila popolnoma delta niso zaželena, saj se zračni tok pri velikih vpadnih kotih odlepi in imajo pri nizkih višinah velik zračni upor. Veliko sodobnih lovcev, npr. JAS 39 Gripen, Eurofighter Typhoon in Dassault Rafale, uporablja krilo delta v kombinaciji s kanardi.
Delta z repom (ang. Tailed Delta)– je konfiguracija, kjer je dodan horizontalni repni del s kotrolnimi površinami za boljšo manevrirnost, zgled takega letala je Mikojan-Gurevič MiG-21.
Prirezana delta (ang. Cropped Delta) – konci kril so odrezani, kar zmanjša upor na koncih kril pri velikih vpadnih kotih. Zgled je ameriški lovec F-16 (F-16 je hkrati tudi delta z repom).
Obstajajo tudi druge oblike, kot so sestavljena delta (compound delta), dvojna delta (double delta) in počena puščica (cranked arrow), pri kateri ima prednji del krila večji naklon in zadnji del krila manjši. Ta oblika ustvarja vzgon bolj kontrolirano, zmanjša upor in omogoča pristanek pri manjši hitrosti. Zgledi letal so Saab Draken,  F-16XL "Cranked Arrow" in študija High Speed Civil Transport. Nadzvočno potniško letalo Concorde je uporabljalo sigmoidno krilo (ogee delta, tudi ogival delta).
| Brezrepna delta | Delta z repom | Prirezana delta | Sestavljena delta | Počena puščica | Sigmoidna delta |

## Letala s krili delta
- Atlas Cheetah
- Avro Vulcan - strateški bombnik
- Buran Space Shuttle
- Čengdu J-7 - kitajski MiG-21
- Čengdu J-10
- Concorde
- Convair B-58 Hustler
- Convair F-102 Delta Dagger
- Convair F-106 Delta Dart
- Dassault Mirage III
- Dassault Mirage IV
- Dassault Mirage 2000
- Dassault Rafale
- Eurofighter Typhoon
- Gloster Javelin
- HAL Tejas
- IAI Kfir
- Lockheed SR-71 Blackbird
- McDonnell Douglas A-4 Skyhawk
- Mikoyan-Gurevich MiG-21 "Fishbed"
- Saab 35 Draken
- Saab 37 Viggen
- Saab JAS 39 Gripen
- Šenyang J-8
- Space Shuttle Orbiter
- Suhoj Su-9 "Fishpot"
- Suhoj Su-11 "Fishpot"
- Suhoj Su-15 "Flagon"
- Tupoljev Tu-144
- Helwan HA-300

### Prototipi oziroma raziskovalna letala
- Avro 707 (1949)
- Avro Canada CF-105 Arrow
- Boeing X-32
- Boulton Paul P.111 (1949)
- Boulton Paul P.120 (1952)
- Chengdu J-9
- Chengdu J-20
- Convair F2Y Sea Dart
- Convair XF-92
- Convair XFY
- Dyke Delta
- Fairey Delta 1 (1951)
- Fairey Delta 2 (1954)
- Handley Page HP.115
- Lavočkin_La-250
- Mjašišev M-50
- North American XB-70 Valkyrie
- Short SC.1 - prvo britansko letalo VTOL
- Sukhoi T-4 / 100 Sotka